# Heiligenbrunn
Heiligenbrunn is een gemeente in de Oostenrijkse deelstaat Burgenland, gelegen in het district Güssing (GS). De gemeente heeft ongeveer 1000 inwoners.

## Geografie
Heiligenbrunn heeft een oppervlakte van 33,5 km². Het ligt in het uiterste oosten van het land.
Kadastrale gemeenten zijn Deutsch Bieling, Hagensdorf, Heiligenbrunn, Luising en Reinersdorf.
Bildein · Bocksdorf · Burgauberg-Neudauberg · Eberau · Gerersdorf-Sulz · Großmürbisch · Güssing · Güttenbach · Hackerberg · Heiligenbrunn · Heugraben · Inzenhof · Kleinmürbisch · Kukmirn · Moschendorf · Neuberg im Burgenland · Neustift bei Güssing · Olbendorf · Ollersdorf im Burgenland · Rauchwart · Rohr im Burgenland · Sankt Michael im Burgenland · Stegersbach · Stinatz · Strem · Tobaj · Tschanigraben · Wörterberg
- Gemeinsame Normdatei: 4996974-2
- Nationale Bibliotheek van Tsjechië: xx0327921
- Virtual International Authority File: 245438152